# Аф Экстрём, Кай

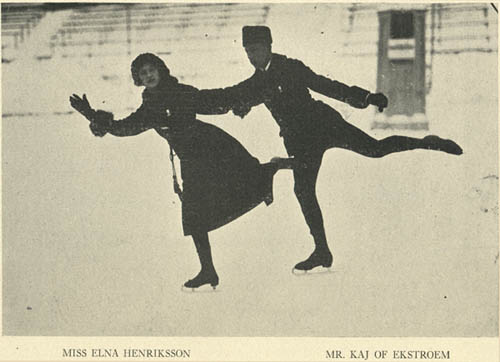
Кай Экстроем с Еленой Хенриксен

Кай аф Экстрём (швед. Kaj af Ekström) — фигурист из Швеции, бронзовый призёр чемпионатов мира 1923 и 1924 годов (с Эльной Хенриксон), четырёхкратный чемпион Швеции в парном катании. Выступал также в мужском одиночном катании, был в этом виде чемпионом Швеции 1924 года.

## Спортивные достижения

### Мужчины
| Соревнования/Сезоны | 1920 | 1921 | 1922 | 1923 | 1924 |
| ------------------- | ---- | ---- | ---- | ---- | ---- |
| Чемпионаты Европы   |      |      |      | 4    |      |
| Чемпионаты Швеции   | 3    | 2    | 3    | 3    | 1    |

### Пары
(с Эльной Хенриксон)
| Соревнования/Сезоны | 1921 | 1922 | 1923 | 1924 |
| ------------------- | ---- | ---- | ---- | ---- |
| Чемпионаты мира     |      |      | 3    | 3    |
| Чемпионаты Швеции   | 1    | 2    | 1    | 1    |

(с Рагнви Торслов)
| Соревнования/Сезоны | 1918 | 1919 | 1920 |
| ------------------- | ---- | ---- | ---- |
| Чемпионаты Швеции   | 2    | 2    | 1    |

- Список медалистов чемпионатов Швеции (мужчины)  (швед.)
- Список медалистов чемпионатов Швеции (пары)  (швед.)